# Montale
Montale – miejscowość i gmina we Włoszech, w regionie Toskania, w prowincji Pistoia.
Według danych na rok 2004 gminę zamieszkiwały 10 133 osoby, 316,7 os./km².
W pobliżu miejscowości położona jest stacja kolejowa Montale-Agliana.

## Miasta partnerskie
- Varaždin, Chorwacja